# Фельдаталь
Фельдаталь (нем. Feldatal) — община в Германии, в земле Гессен. Подчиняется административному округу Гиссен. Входит в состав района Фогельсберг.  Население составляет 2613 человек (на 31 декабря 2010 года). Занимает площадь 55,69 км².
Община подразделяется на 7 сельских округов.